# الخزنجي
الخزنجي هو اللقب الرسمي الذي يحمله رؤساء حكومات إيالة الجزائر خلال فترة ولاية دايات الجزائر. كما يجد المرء نسخة من تسميات وزير الداي، أو كاتب الدولة الرئيسي. الشخصية الثانية للدولة، يتم تعيينه من قبل الداي ويعمل كرئيس للوزراء، ووزير المالية والمسؤول عن وزارة الخزانة. وهي واحدة من الوزارات الخمس في حكومة إيالة الجزائر. وغالبا ما يخلف الداي بعد وفاته، في حين أن الآغا يخلفه باعتباره الخزنجي الجديد.

## أصل وظيفة الخزنجي
إن شكل حكومة الداي والوظائف في إصلاح دائم حتى ظهور الخزناجي كرئيس للحكومة. افتتحت فترة الدايات بإضافة كياغا عن طريق الديوان في عام 1671، ثم في السنوات التالية، يوجد الكتّاب الأربعة الكبار للديوان في المقدمة، وأهمها، Bach Defterdar.
في البداية خوجة (سكرتيرة) أمين صندوق تحت إشراف الكتاب الأكبر في بداية القرن الثامن عشر، أصبح رئيسًا للوزراء بشكل تدريجي، حيث أعاد إحياء سلطات أول نواب الدايات، الكياغا من خلال دمجهم بالسلطات المالية. يفسر هذا الصعود من الخزندجي بأهمية مسألة تسوية رواتب الميليشيات لاستقرار النظام برمته. من المستحيل أن نعود إلى التاريخ بالتحديد منذ أن يصبح الخزناجي الوزير الرئيسي والشخصية الثانية في الوصاية. يتم تسجيل هذا الدور على أي حال في عهد علي أغا (1724-1732).